# Svatý Vojtěch
Svatý Vojtěch (v zahraničí známý pod svým biřmovacím jménem Adalbert; slovensky Svätý Vojtech, polsky Święty Wojciech, německy Adalbert von Prag; 956? – 23. dubna 997) byl druhý pražský biskup pocházející z rodu Slavníkovců.
Vojtěch byl kritikem povrchního postoje ke křesťanství převládajícího v Čechách, vystupoval proti postojům v tehdejší společnosti, které se neslučovaly s církevním učením, zejména proti pohanství, obchodování s křesťanskými otroky, kněžskému manželství a velmi rozšířenému alkoholismu. Kromě toho se zasloužil o rozvoj domácího latinského písemnictví, zároveň však respektoval staroslověnskou kulturní tradici.
Je pokládán za autora nejstarších českých a polských duchovních písní, např. známé písně Hospodine, pomiluj ny.
Jeho působení komplikovala krize v českém knížectví, která se projevovala i rostoucími spory mezi Přemyslovci a Slavníkovci. V roce 988 se dostal do ostrého konfliktu s částí šlechty, proto zklamaný opustil Čechy se záměrem vést asketický život mnicha. Na papežský rozkaz se do Čech vrátil v roce 992, ale poměry v zemi se nijak nezměnily, a tak se rozhodl Čechy opustit podruhé. Druhý odchod, ke kterému došlo krátce před vyvražděním Slavníkovců, mu zachránil život, a tak se do Čech již nevrátil. Byl zabit, když jako misionář působil na území pohanských Prusů, a je proto římskokatolickou církví považován za mučedníka.

## Jméno
Svatý Vojtěch, národní patron Čechů a Poláků, se polsky jmenuje Wojciech. V zahraničí je znám zpravidla pod svým biřmovacím jménem Adalbert (anglicky Wojtech nebo Adalbert, francouzsky a německy Adalbert, latinsky Adalbertus nebo zkráceně Albertus). Někdy se ovšem označuje i jako Albrecht(us) (varianta jména Albert, jež je zkráceninou jména Adalbert – jako Albrecht je označen na dřevěných vratech z 19. století v chrámu sv. Víta na Pražském hradě). Maďarsky Béla.

## Narození, studia, počátky působení

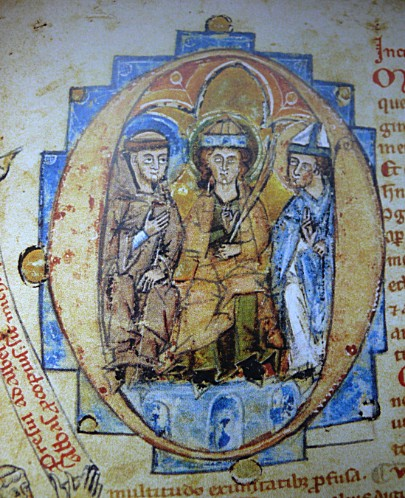
Svatý Prokop, Václav a Vojtěch na iluminaci ze 13. století

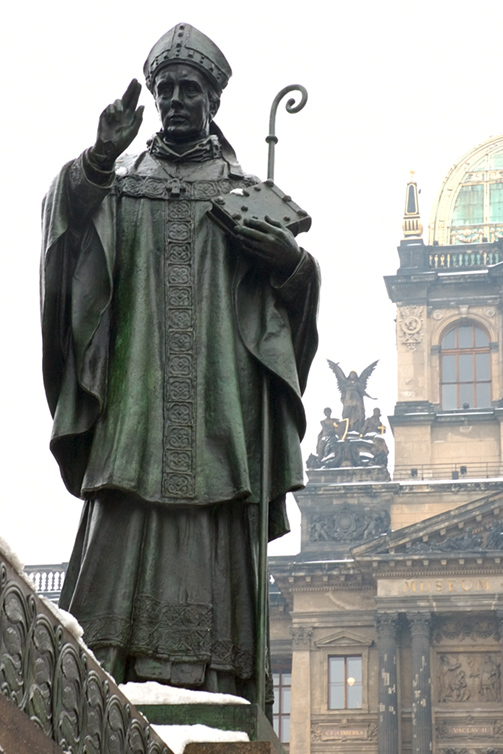
Svatý Vojtěch na pomníku svatého Václava na Václavském náměstí v Praze

Vojtěch byl synem Slavníka, jehož rod sídlil v Libici nad Cidlinou. Datum jeho narození není známo, ale pravděpodobně se narodil v polovině 10. století. Měl 5 sourozenců. V roce 962 ho jako malého chlapce biřmoval při své návštěvě Libice magdeburský arcibiskup Adalbert. Základní vzdělání Vojtěchovi zprostředkovali kněží z Libice. Ve studiu teologie pokračoval v Magdeburku, kde působil devět let (972–981). Po svém návratu ze studií získal první stupeň vyššího kněžského svěcení – podjáhenství a stal se pomocníkem prvního českého biskupa Dětmara. Po jeho smrti se stal druhým pražským biskupem. K volbě došlo 19. února 982 za účasti Boleslava II. na Levém Hradci. Vojtěchova investitura proběhla ve Veroně císařem (Otou II.) Biskupské svěcení mu poté udělil metropolita Willigis 29. června 983.

## Biskup Vojtěch
Nový biskup byl odhodlaným šiřitelem křesťanské víry. V převážně pohanských Čechách, Moravě a Uhrách se snažil vymýtit největší nešvary tehdejší společnosti, zejména obchod s otroky, mnohoženství a alkoholismus. Jeho radikální pokusy o očistu věřících v diecézi však narazily na zažité stereotypy. Po pěti letech v úřadu, v roce 988 opustil Prahu a odcestoval společně s bratrem Radimem k papeži Janu XV. Z Říma odešli do kláštera Monte Cassino, později do řeckého kláštera ve Valle Luca a nakonec do reformního benediktinského kláštera na římském Aventinu. Zde s podporou papeže složil 17. dubna 990 řeholní slib.
Odchod biskupa z jeho působiště nebyl pro české knížectví dobrou vizitkou. Proto český kníže Boleslav II. vyslal poselstvo, které mělo Vojtěcha přesvědčit k návratu. Ten i na příkaz papeže žádosti v roce 992 vyhověl a do Prahy se vrátil. S sebou přivedl skupinu italských mnichů, pro něž založil Břevnovský klášter, který byl jako první mužský klášter v Čechách vysvěcen 14. ledna 993. Poměry v českém knížectví se však od Vojtěchova odchodu nijak nezměnily, proto se roku 994 rozhodl opustit svůj úřad podruhé. Vyvraždění slavníkovského rodu, ke kterému došlo o rok později, bylo hlavním důvodem, proč byl tento druhý odchod definitivní. V roce 996 se ještě pokoušel dohodnout na podmínkách opětného návratu, tyto snahy však vyzněly naprázdno.

## Smrt na misii v Prusku

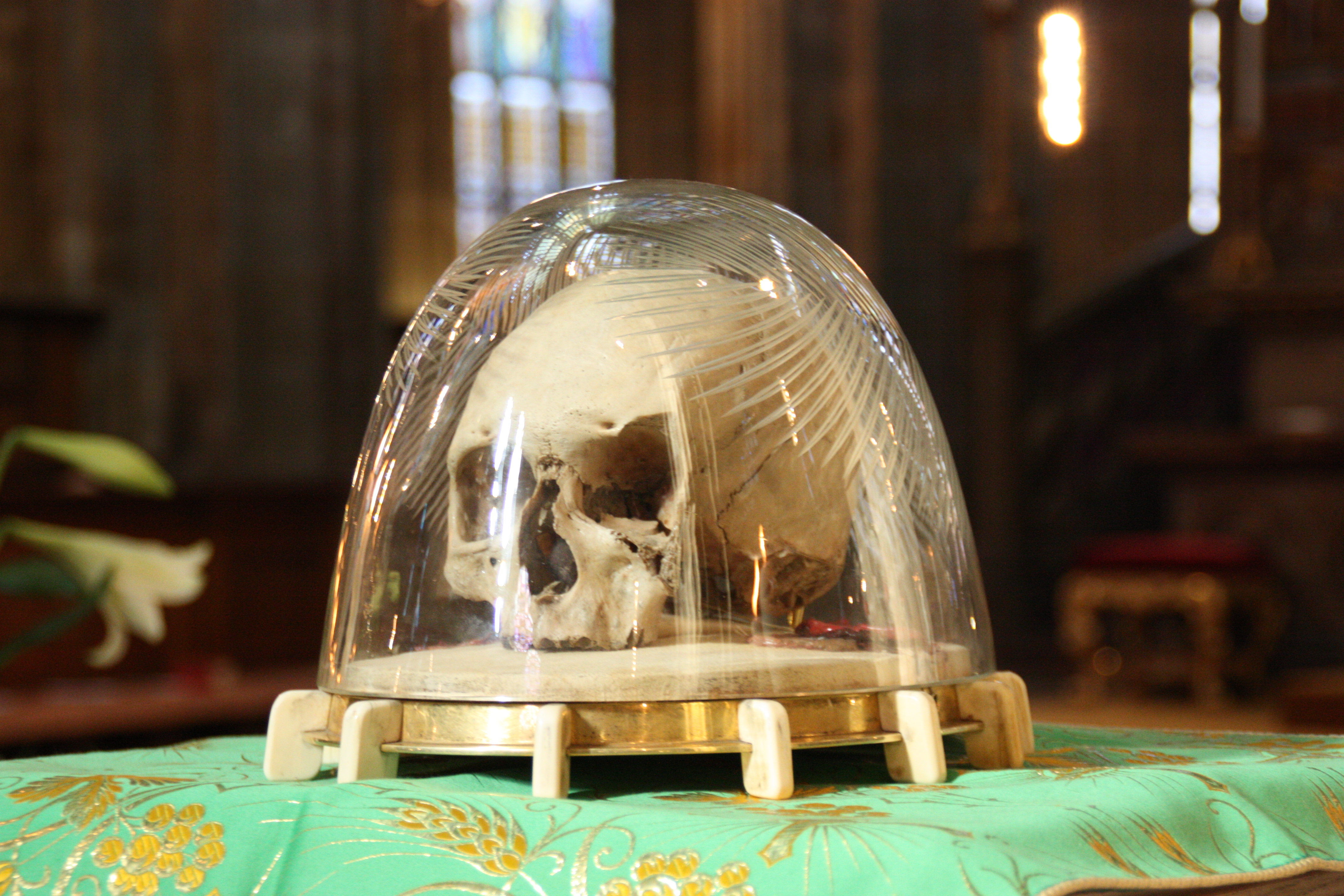
Lebka sv. Vojtěcha v pražské katedrále

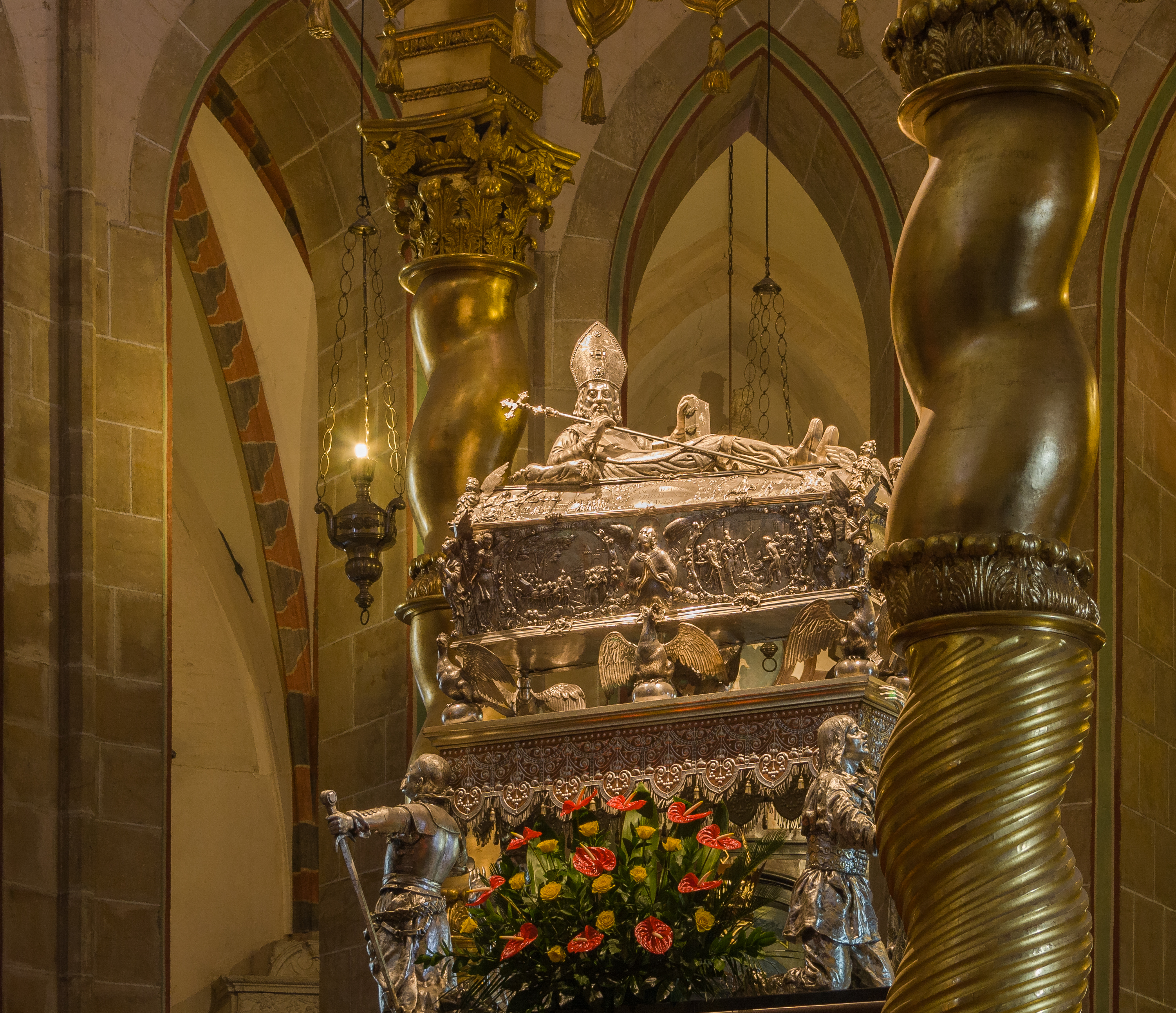
Vojtěchův náhrobek v Hnězdně

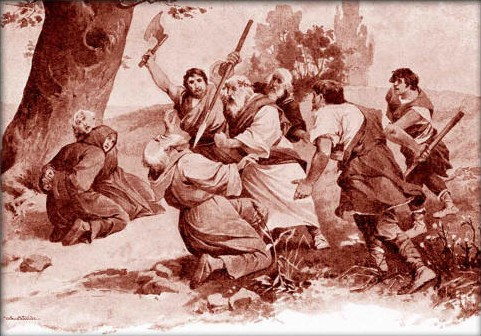
Zavraždění Vojtěcha, Věnceslav Černý

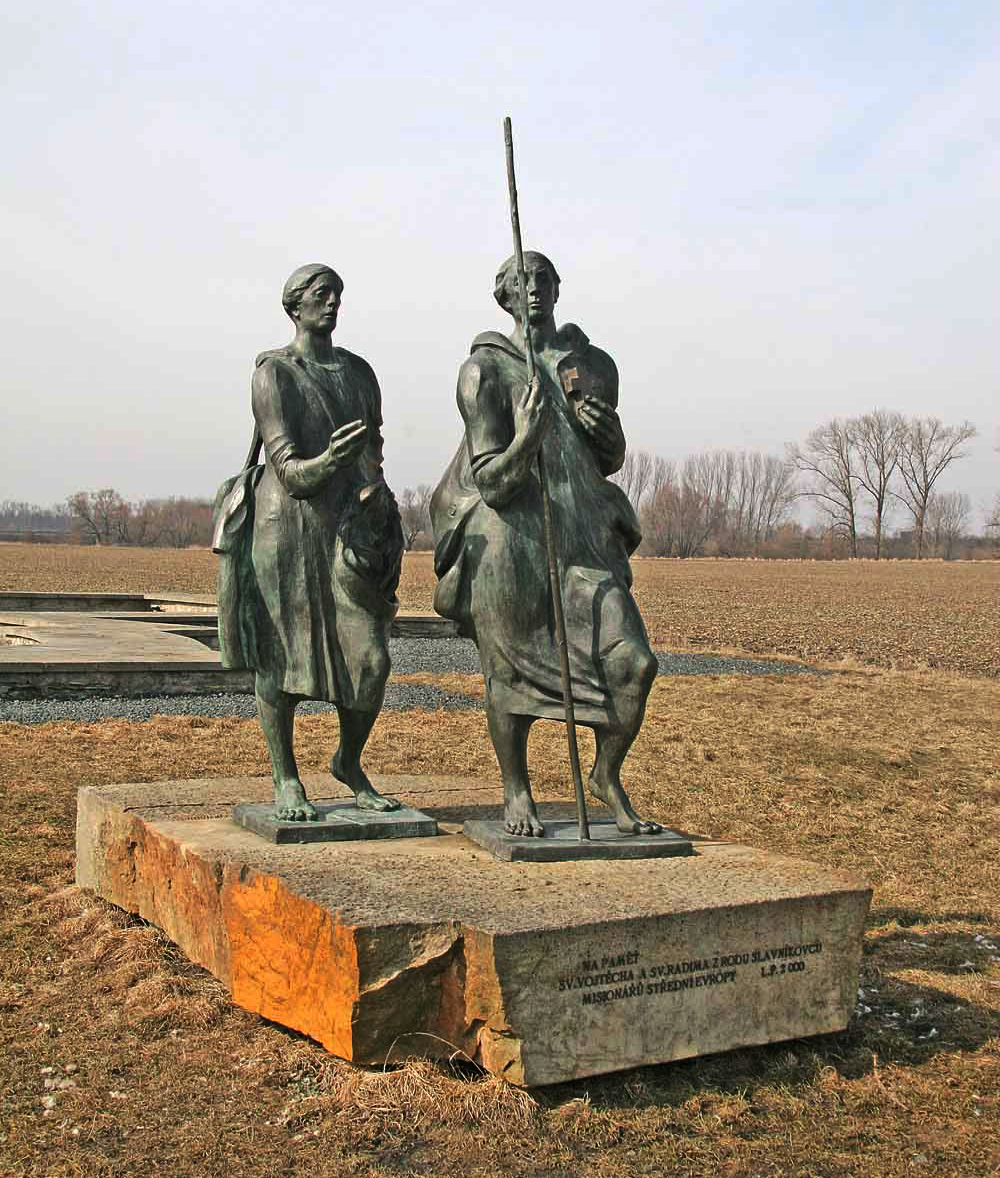
Sousoší svatého Vojtěcha a Radima v Libici nad Cidlinou

Po vyvraždění Slavníkovců pobýval v klášteře sv. Alexia na Aventinu v Římě. Později se odebral do Polska ke knížeti Boleslavu Chrabrému s cílem podniknout misijní cestu k pohanským Luticům nebo Prusům. Za cíl byly nakonec vybrány pobaltské Prusy. Misie vedla podél břehů Visly a Gdaňského zálivu. Roku 997 dorazil spolu se svými druhy a polským vojenským doprovodem do Sambie, nejbohatšího kraje Pruska. Při své misijní cestě byl varován, že si pohansky věřící Prusové nepřejí jeho činnost, že by mohl být potrestán smrtí. Bylo mu řečeno, aby Prusko jako misionář opustil, přesto svou misii neukončil a v obtížné evangelizaci pokračoval tím, že nechal mýtit pohanské posvátné duby. Dne 23. dubna 997 při bohoslužbě (podle jiných zdrojů při náhodné návštěvě) na jednom pro pohany posvátném místě (v posvátném háji Kunterna), do něhož byl lidem vstup zakázán, byl zadržen, následně zajat a rituálně zavražděn pohany a ochránci posvátného místa. Část jeho doprovodu byla ušetřena, aby pro výstrahu jiným mohla o jeho smrti podat svědectví. Vojtěch je pro svou smrt při evangelizační činnosti římskokatolickou církví považován za mučedníka.
Boleslav Chrabrý se chopil příležitosti získat pro mladé polské knížectví vlastního mučedníka a světce. Vojtěchovy ostatky od Prusů vykoupil (prý je vyvážil zlatem) a uložil je v katedrále v sídelním Hnězdně (Gniezno). Zpět do Čech je odvezl český kníže Břetislav I. v roce 1039. Podle polské verze se ovšem tělo sv. Vojtěcha nachází i nadále v Hnězdně, neboť výprava Břetislava I. omylem vyzvedla a odvezla do Čech pouze ostatky prvního arcibiskupa hnězdenského a nevlastního Vojtěchova bratra Radima (sv. Gaudentius).
Pokud jde o lebku sv. Vojtěcha, byla podle polské tradice také uložena v Hnězdně, a to od roku 1127 až do roku 1923, kdy byla odcizena a její další osud je neznámý. Pozdější zkoumání vedené antropologem Emanuelem Vlčkem potvrdilo, že autentické Vojtěchovy ostatky jsou uloženy v pražské katedrále, ostatky z Hnězdna a Cách jsou tudíž falzem. V roce 2024 představil mezinárodní tým vědců jeho pravděpodobnou podobu na základě jeho lebky.

## Patron sv. Vojtěch
V roce 999 byl papežem Silvestrem II. na žádost císaře Oty III. prohlášen za svatého. Vzápětí císař vykonal pouť k jeho hrobu a udělil polskému knížeti Boleslavovi Chrabrému významná privilegia. Část Vojtěchových ostatků pravděpodobně odvezl do Říma a nechal nad nimi vystavět chrám sv. Bartoloměje na Tiberském ostrově. Kolem jeho portálu býval v minulých staletích nápis, který oznamoval, že v tomto kostele spočívají dvě ruce sv. Vojtěcha, z nichž jedna držela arcibiskupskou berlu v Praze a druhá křtila v Uhrách sv. Štěpána.
Od 11. století se svatý Vojtěch pokládá po svatém Václavovi za druhého patrona české země, stal se také hlavním patronem polské církve a Uher (roku 994 Vojtěch podle tradice pokřtil budoucího prvního uherského krále Štěpána I.). Papež Pavel VI. jej apoštolským listem Praga urbs z 26. listopadu 1965 prohlásil hlavním patronem pražské arcidiecéze (stolec sv. Vojtěcha).
Vojtěchův nevlastní bratr Radim (Gaudencius) se roku 1000 stal prvním hnězdenským arcibiskupem. Vojtěchův rádce Radla (Anastázius) založil uherské opatství benediktinů Pannonhalma. Vojtěch se do své vlasti vrátil roku 1039, kdy kníže Břetislav I. podnikl válečnou výpravu do Polska a v Hnězdně slavnostně vyzvedl ostatky sv. Vojtěcha, sv. Radima a Pěti svatých bratří. Světcovy ostatky byly uloženy na Pražském hradě ve zvláštní apsidě, přistavěné k rotundě sv. Víta. Kníže Spytihněv II. zde později založil novou baziliku zasvěcenou společně sv. Vítu, sv. Václavu i sv. Vojtěchu. Roku 1143 byla z ostatků oddělena lebka a byla uložena v relikviáři. Podle této lebky byla upravena jiná lebka, která se dostala do Cách, jako svatovojtěšská relikvie.
Svátek sv. Vojtěcha připadá na 23. dubna.

## Ikonografie
Svatý Vojtěch je často vyobrazován v českém, slovenském, polském a uherském výtvarném umění.
- Reprezentační vyobrazení: klidně stojí nebo žehná (to je od baroka jeho pravá podoba, tzv. vera effigies). Jeho oděv bývá nejčastěji biskupský (kasule, pluviál), na hlavě biskupská mitra, v ruce biskupská berla, dále může držet své atributy mučednictví: šípy, kopí, veslo (pádlo), heraldické znaky pražského biskupství a (nebo) kláštera v Břevnově (břevno odklizené z pramene potoka, zvaného nadále Vojtěška)

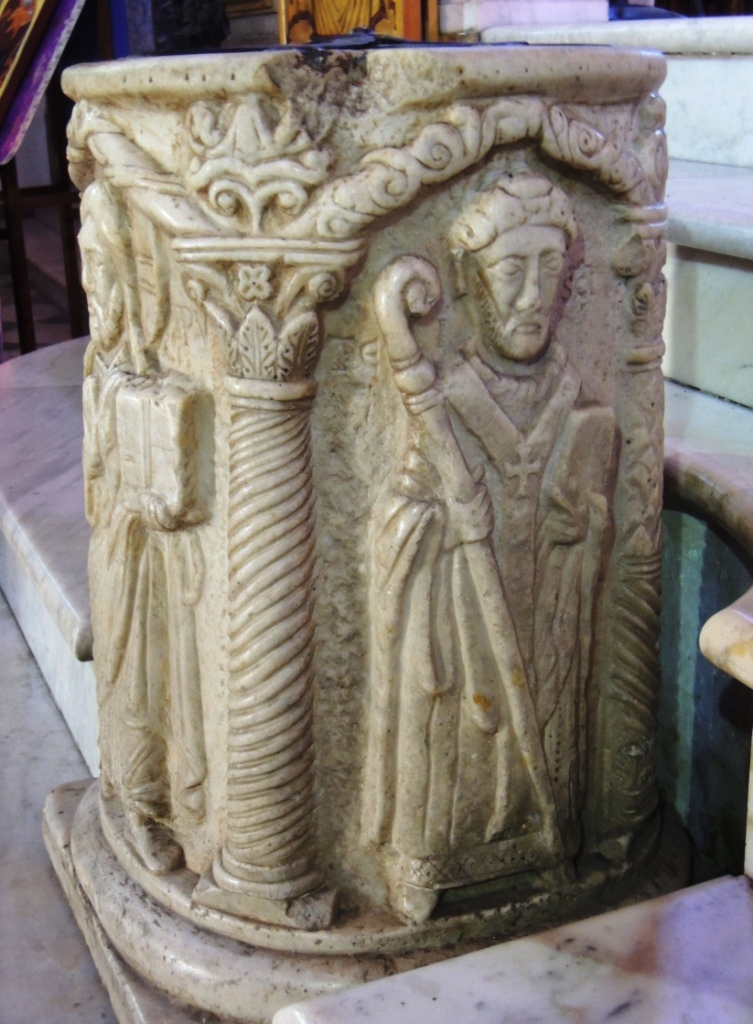
Reliéf sv. Vojtěcha na mramorové kašně v kostele San Bartolomeo v Římě (12. století, nejstarší známé zobrazení)

- Je-li vyobrazen jako mnich či misionář, pak má plnovous, černou kutnu benediktina, hůl a knihu řádových pravidel (například na Staroměstské věži Karlova mostu)
- Legendární scéna: misionář slouží mši pod širým nebem a pozdvihuje kalich, zatímco jej pohané zezadu napadají šípy, kopím či pádlem. V 19. století bývá také vyobrazen při návratu do vlasti, nebo jak přivolává déšť
- Druhotné památky: stopa (šlépěj) otisknutá v kameni na místě, kterým prošel
- relikvie: lebka v relikviářovém poprsí sv. Vojtěcha, 1. ze Svatovítského pokladu, tam celý soubor osobních předmětů (2 prsteny, 2 křížky, hřeben, mitra, rukavice a roucho); 2. v katedrále v Hnězdně (podle polské kroniky Poláci nevydali Čechům Vojtěchovo pravé tělo ani lebku a mají je dodnes). 3. v kostele sv. Vojtěcha v Cáchách-Burtscheidu.

## Česká místa se svatovojtěšskou tradicí

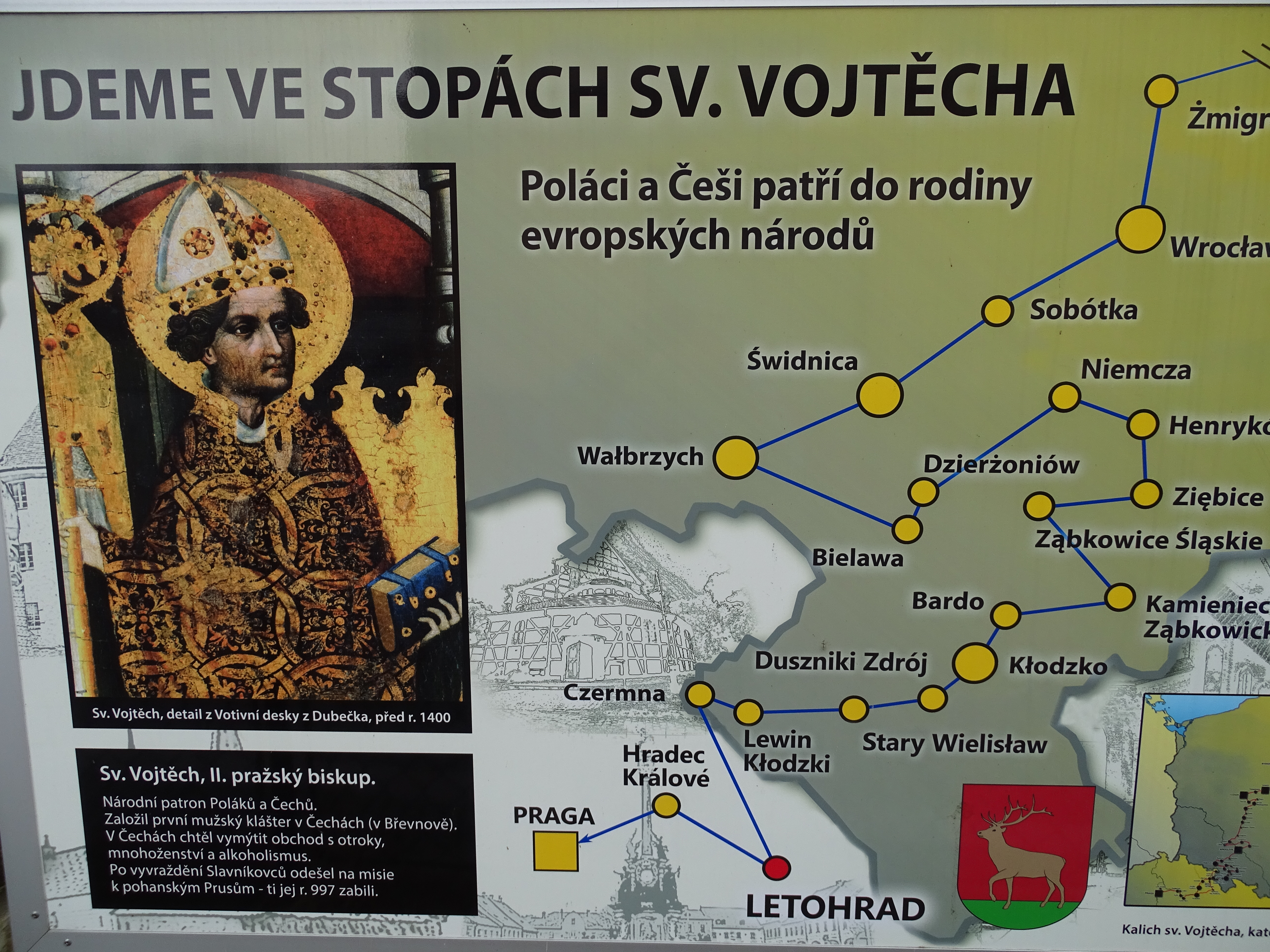
Poutní cesta Po stopách sv. Vojtěcha na informační tabuli v Letohradě

- Poutní cesta Po stopách sv. Vojtěcha na informační tabuli v Letohradě Katedrála svatého Víta, Václava a Vojtěcha v Praze – hrob v kapli sv. Jana Nepomuckého, kenotaf v podlaze na místě kaple sv. Vojtěcha, sousoší sv. Vojtěcha, Radima a Radly od Karly Vobišové–Žákové

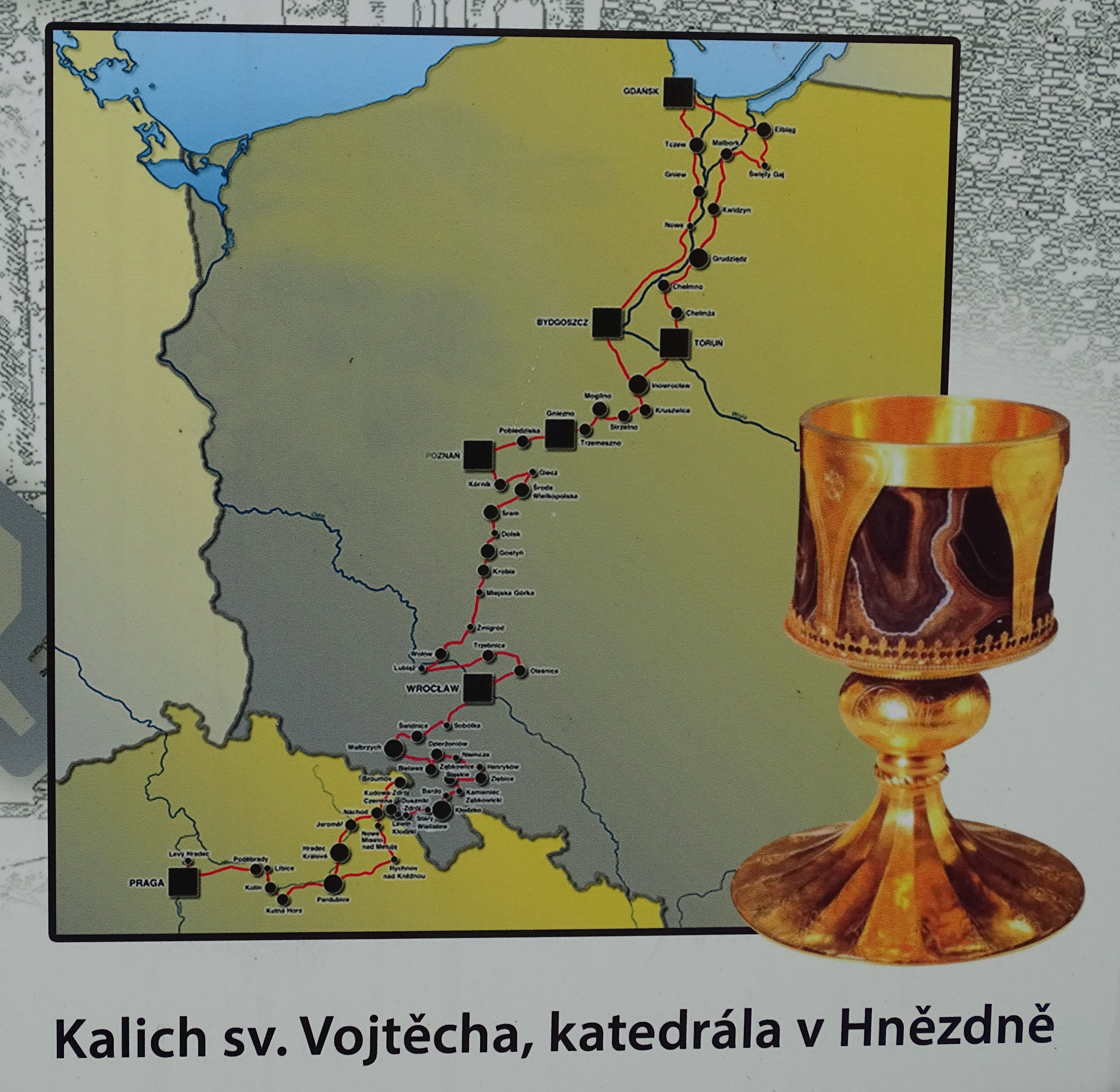
Detail poutní cesty Po stopách sv. Vojtěcha na informační tabuli v Letohradě

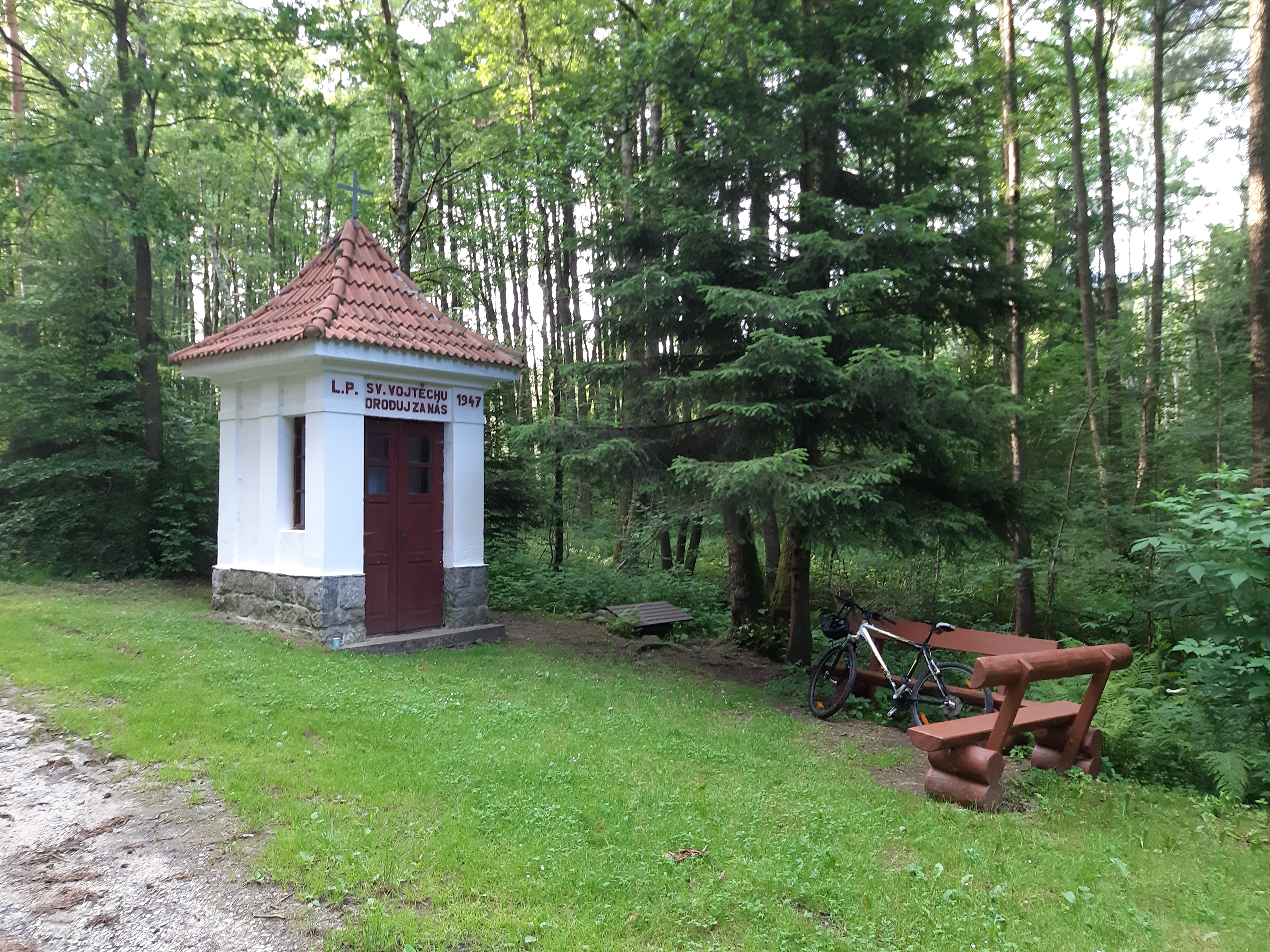
Kaplička s radonovou vodou (v okolí vesnice Defurovy Lažany)

- Kostel sv. Vojtěcha farní pro Nové Město, za Národním divadlem v Praze
- Libice nad Cidlinou – sídlo Vojtěchova rodu Slavníkovců
- Břevnovský klášter v Praze – který Vojtěch založil
- Broumovský klášter – s kostelem Vojtěchovi zasvěceném a kam se za husitství uchýlili břevnovští mniši
- Rajhradský klášter u Brna
- Bylany u Kutné Hory
- Havlíčkův Brod
- Kostel svatého Vojtěcha ve Lštění u Prachatic
- Skalní obraz svatého Vojtěcha na Ticholovci, okres Plzeň-jih
- Milavče u Domažlic
- Nepomuk
  - sloup se sochou sv. Vojtěcha
  - kaplička Šlápěje sv. Vojtěcha
  - hostinec Na Vyskočilce
- Neratovice – poutní kaple sv. Vojtěcha
- Poleň na Klatovsku
- Vrčeň u Nepomuku
- Všeruby
- Zelená hora u Nepomuku
- Přerov nad Labem
  - boží muka a studánka Na Vrších v Přerově nad Labem
  - kostel sv. Vojtěcha v Přerově nad Labem
  - Svatovojtěšská studánka v Přerově nad Labem
- Svatý Vojtěch (v 50. letech 20. století zaniklá obec)
  - Vojtěšská studánka (něm. Vojtěchsbrunnen)
- Levý Hradec[11][12]
- Starý Plzenec
- Votice u Benešova – areál poutní kaple[13]
- Dolní Žleb (socha na skále nad Labem u Děčína)
- Mýto – kaple sv. Vojtěcha[14]

## Svatovojtěšská tradice v zahraničí

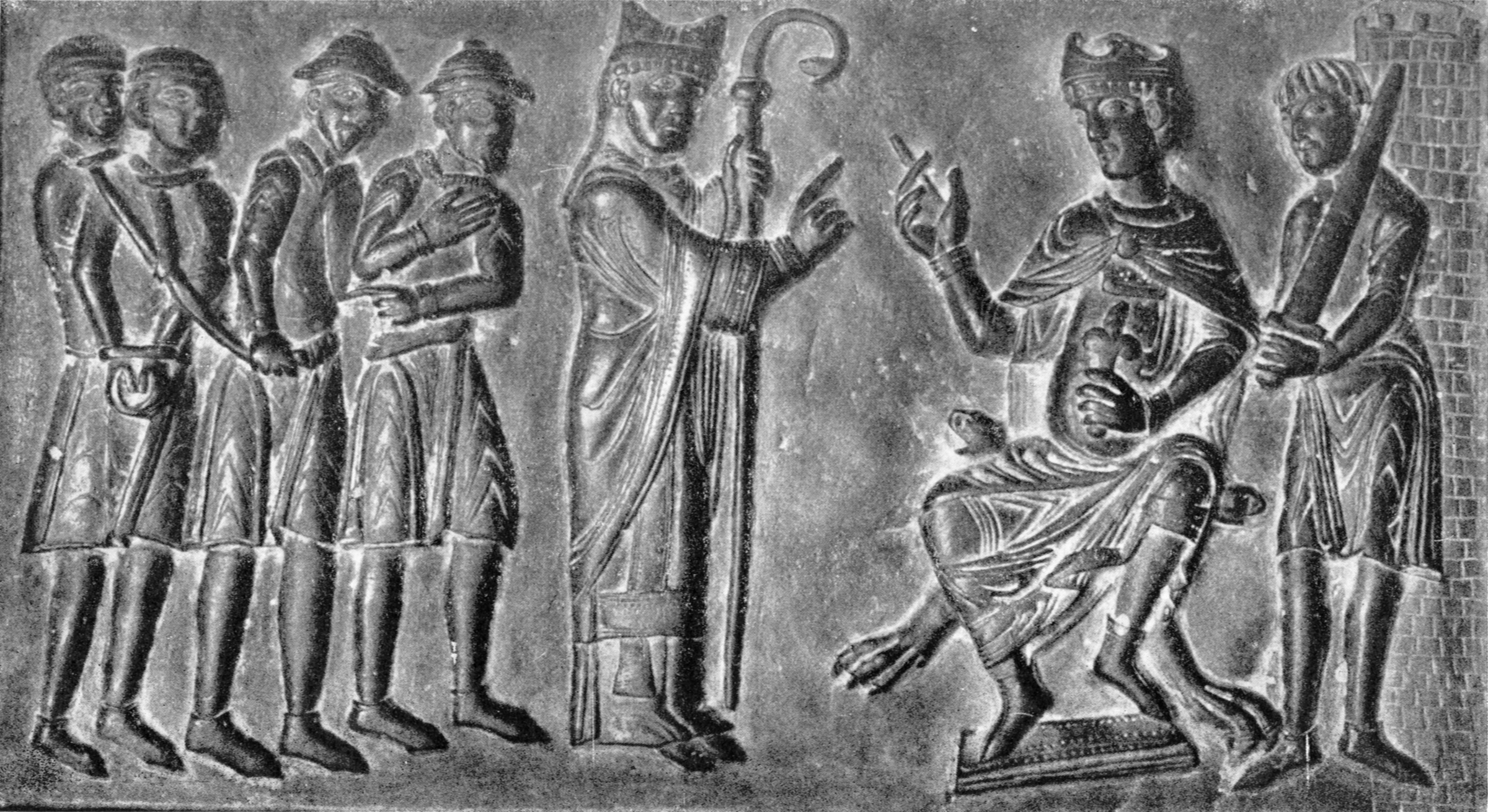
Sv. Vojtěch žádá knížete Boleslava II., aby nebyli do otroctví prodáváni křesťanští zajatci (detail z vrat v katedrále v Hnězdně)

- katedrála Panny Marie v Hnězdně, kde byl Vojtěch pohřben
- kostel sv. Vojtěcha v Krakově
- kostel San Bartolomeo all'Isola na ostrově v Tibeře v Římě (původně sv. Vojtěcha)
- opatství sv. Bonifáce a Alexia v Římě na Aventinu
- opatství sv. Benedikta Monte Cassino
- Tenkitten u Königsbergu, Litva
- kostel sv. Vojtěcha, Cáchy – Burtscheid

## Další česká místa používající jméno sv. Vojtěcha
- kostely svatého Vojtěcha (rozcestník mezi kostely zasvěcenými svatému Vojtěchovi)